# Odintsovo
Odintsovo (ryska: Одинцово, IPA: [ɐdʲɪnˈtsovə]) är en stad i Moskva oblast i Ryssland. Folkmängden uppgick till 141 429 invånare 2015. Vlasicha (med cirka 26 000 invånare) tillhörde Odintsovo fram till den 19 januari 2009, men är numera en egen administrativ enhet.

## Vänorter
- Navapolatsk, Vitryssland

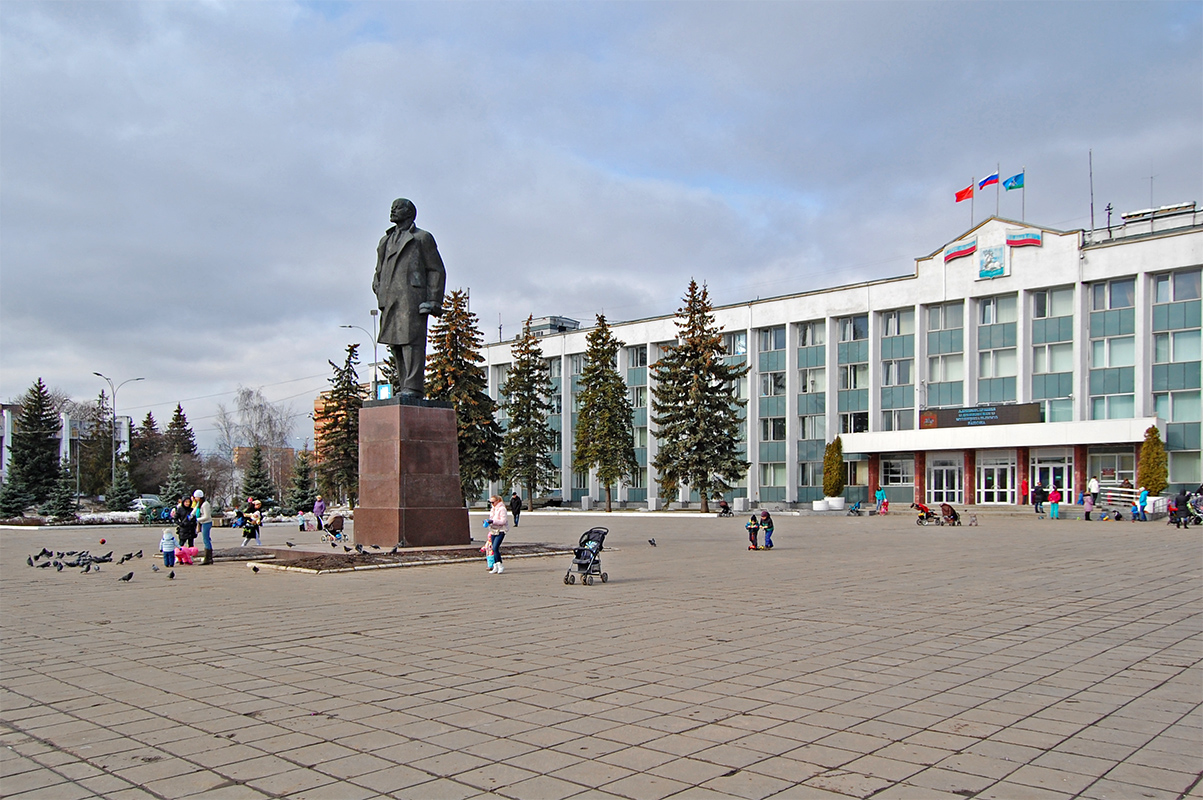
Torget med Lenin-statyn och stadshuset i bakgrunden.

- Berdjansk, Ukraina
- Kertj, Ukraina
- Kizljar, Ryssland
- Anadyr, Ryssland
- Wittmund, Tyskland
- Kruševac, Serbien

## Bilder

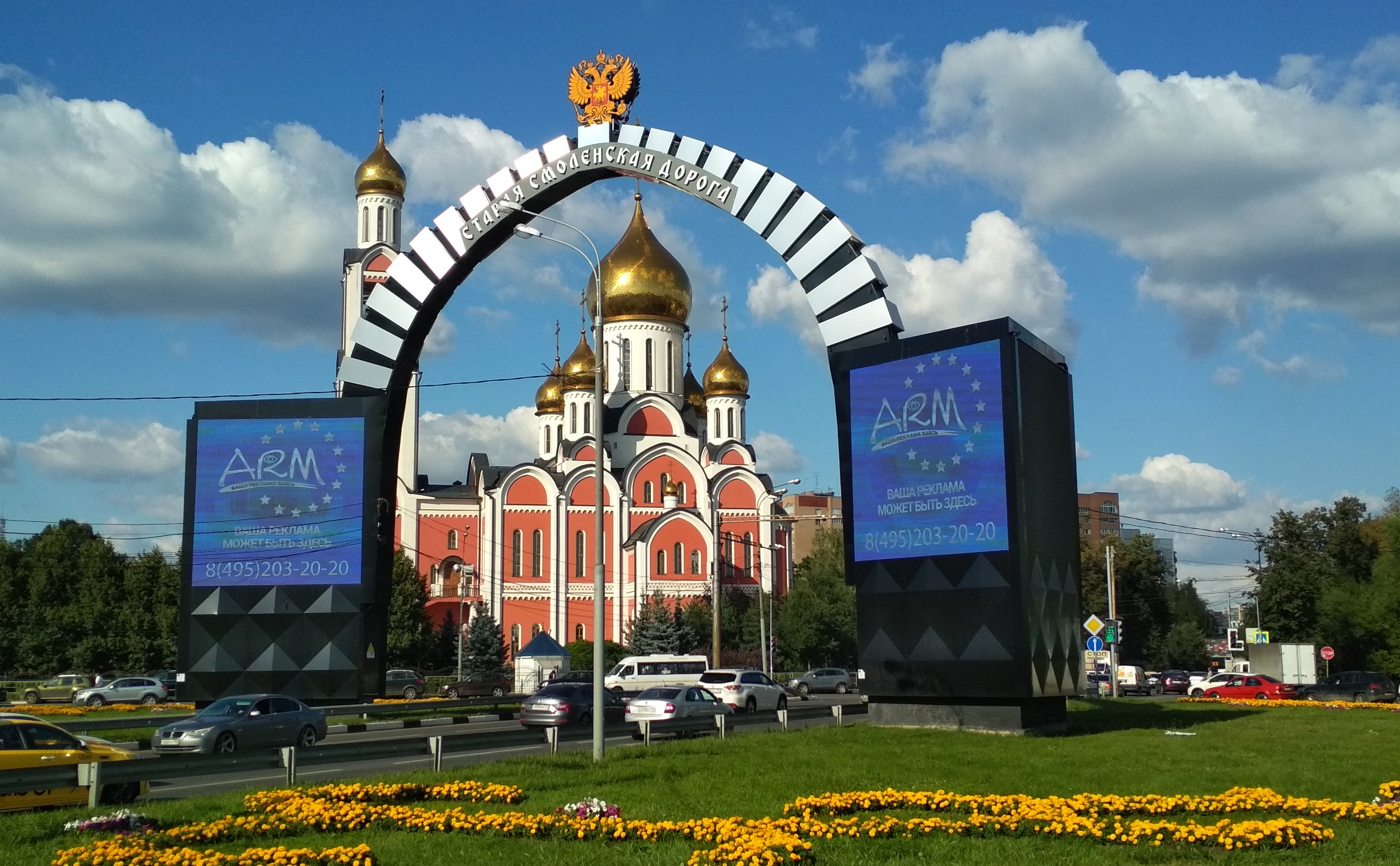
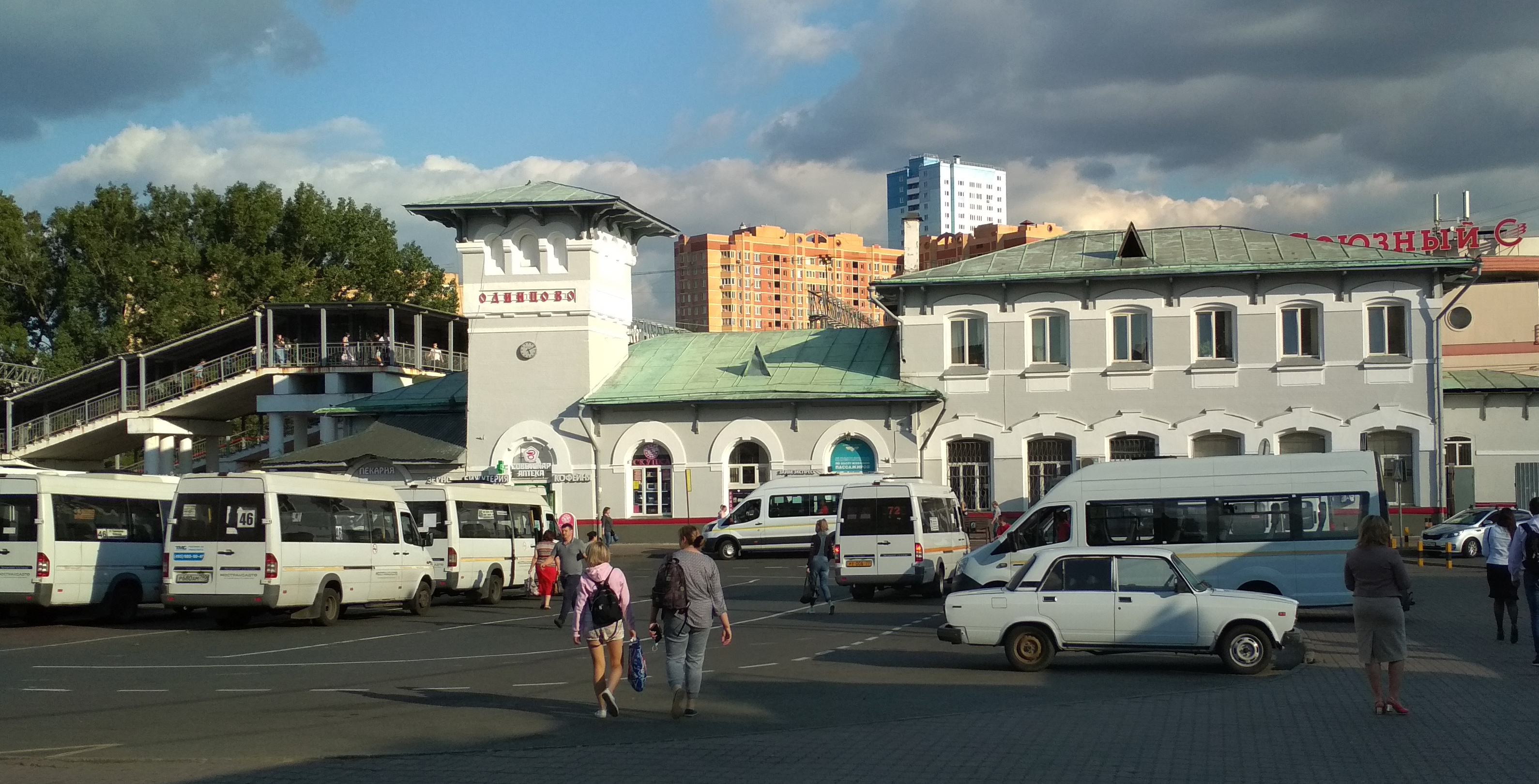
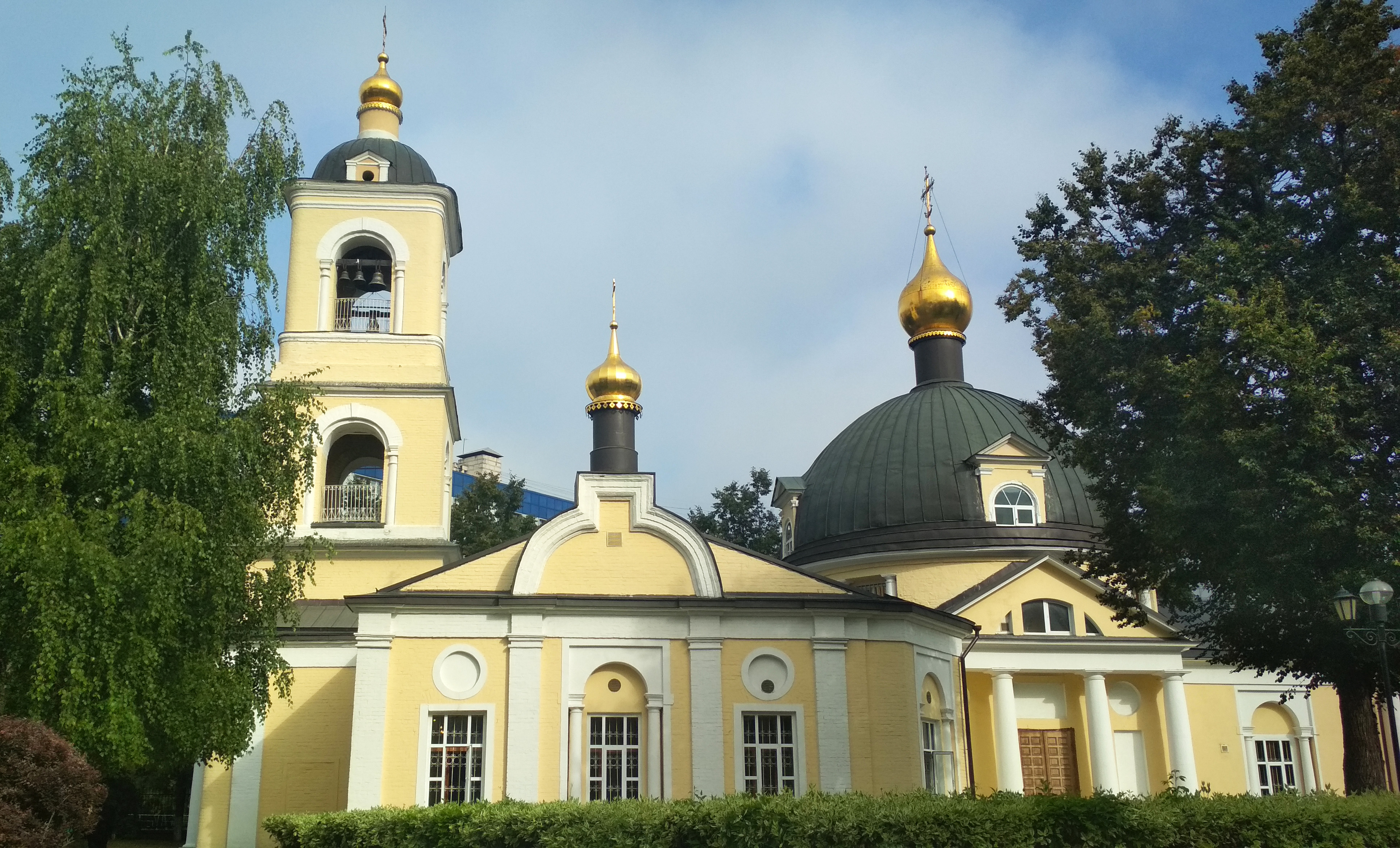
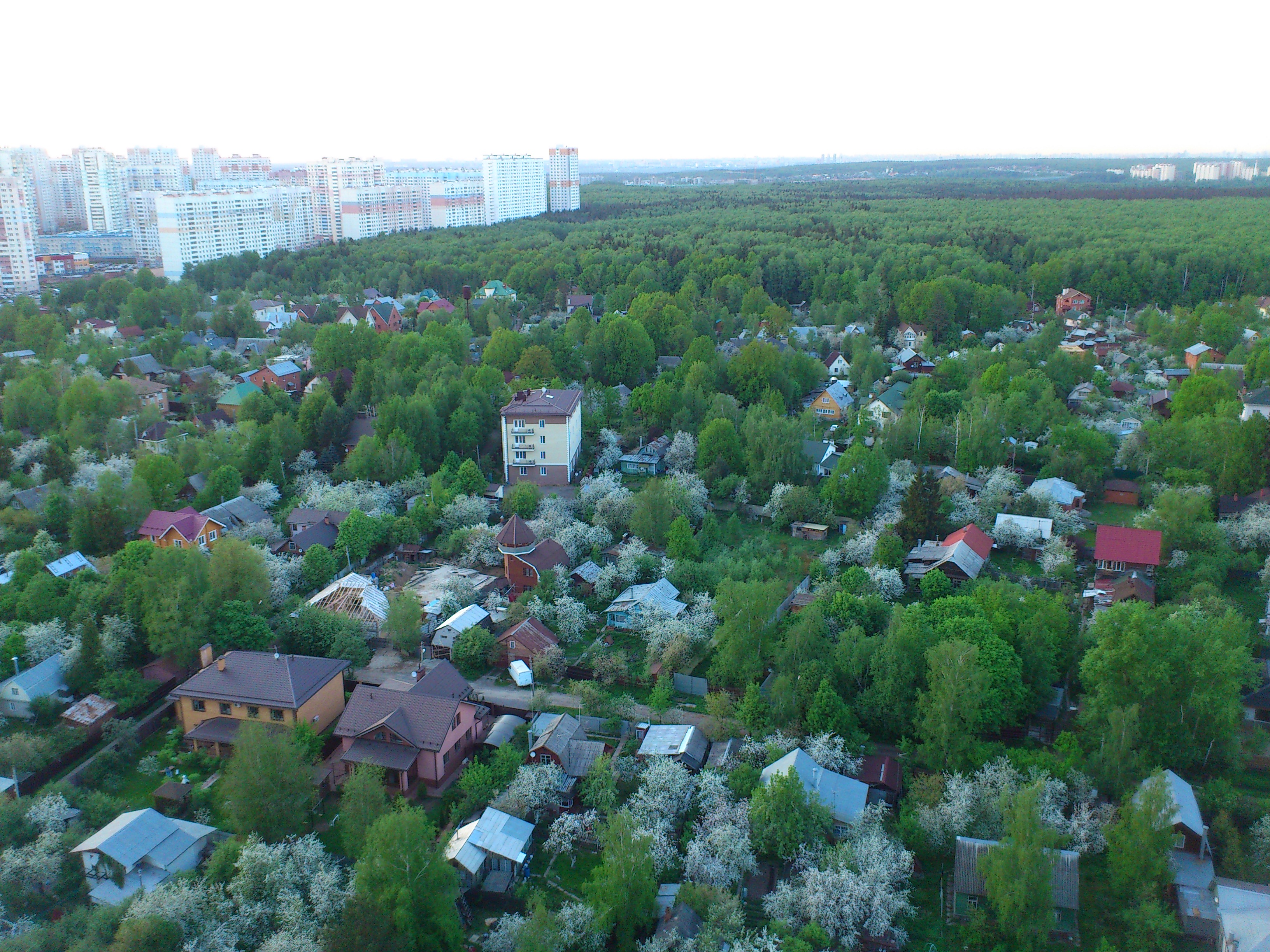